# Новая Титовка
Новая Титовка — упразднённый в 2007 году населённый пункт Кольского района Мурманской области России. Находился на территории сельского поселения Ура-Губа.

## География
Располагался в устье реки Титовка на восточном берегу губы Титовка Мотовского залива Баренцева моря в северо-западной части Кольского полуострова.

## История
Образован в 1934 году в ходе освоения частями Красной армии района устья р. Титовка. В октябре 1939 года прибывший из Мурманска 95-й стрелковый полк 14‑й стрелковой дивизии начинает строительство военного городка. За несколько месяцев возведён посёлок, обустроены причалы, склады и прочее.
Во время Великой Отечественной войны территория была оккупирована.
В 2007 году по решению комитета Мурманской областной Думы по государственному строительству и местному самоуправлению было принято решение об упразднении населённых пунктов Маяк Выевнаволок, Порт-Владимир, Новая Титовка и Маяк Пикшуев.

### Административно-территориальная принадлежность
В 1934, в 1954—1958 годах — в составе Титовского сельсовета, в 1952—1954, 1958—1960, с 1967 — в Урагубском сельсовете, с 1960 — в составе Кольского района.

## Население
В 1938 году проживали 118 чел.

## Инфраструктура
Место лицензионного лова сёмги.
С 1930-х годов место расположения воинских частей. В 1960-х — 1990-х — находился гарнизон Северного Флота (штаб, казармы, клуб, склады минно-торпедного вооружения, микрогидростанция).
В 1950-х годах действовал рыболовецкий колхоз «Новая Титовка».

## Транспорт
Доступен морем.
С западным берегом в устье реки Титовка была построена дамба и так называемый северный мост (взорваны советскими войсками при отступлении 30.06.1941). Мост между западным и восточным берегами реки ныне полуразрушен.